# John R. Clancy

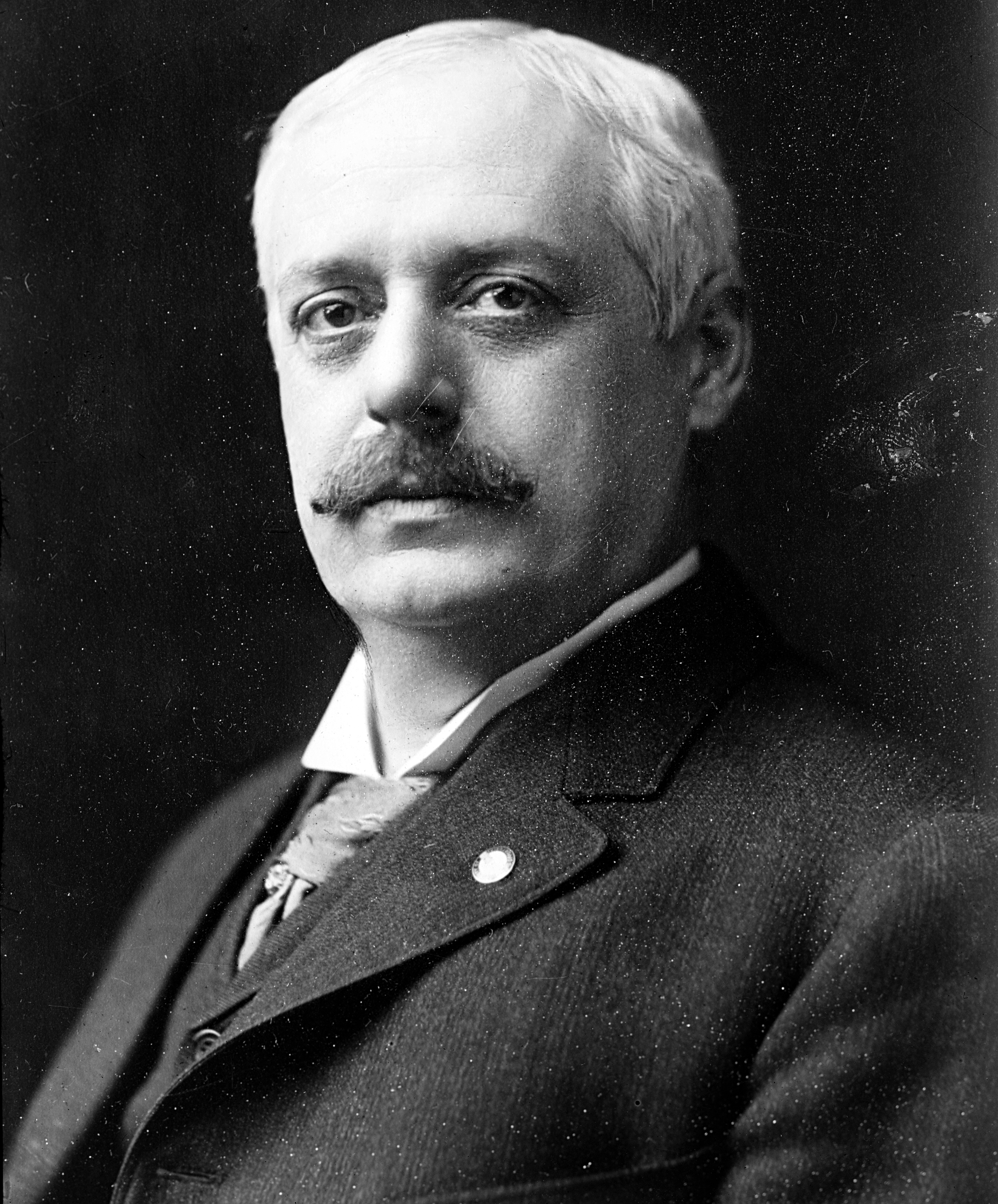
John R. Clancy

John Richard Clancy (* 8. März 1859 in Syracuse, New York; † 21. April 1932 ebenda) war ein US-amerikanischer Politiker. Zwischen 1913 und 1915 vertrat er den Bundesstaat New York im US-Repräsentantenhaus.

## Werdegang
John Clancy besuchte die öffentlichen Schulen seiner Heimat. Im Jahr 1885 war er an der Erstellung von Theaterkulissen beteiligt. Später stellte er spezielle Eisenwaren her. Er wurde stellvertretender Kuratoriumsvorsitzender des New York State College of Forestry und Mitglied der Central New York State Park Commission. Außerdem saß er im Vorstand einiger Banken. Gleichzeitig schlug er als Mitglied der Demokratischen Partei eine politische Laufbahn ein.
Bei den Kongresswahlen des Jahres 1912 wurde Clancy im 35. Wahlbezirk von New York in das US-Repräsentantenhaus in Washington, D.C. gewählt, wo er am 4. März 1913 die Nachfolge von Daniel A. Driscoll antrat. Da er im Jahr 1914 nicht bestätigt wurde, konnte er bis zum 3. März 1915 nur eine Legislaturperiode im Kongress absolvieren. 1913 wurden der 16. und der 17. Verfassungszusatz ratifiziert. Dabei ging es um die bundesweite Einführung der Einkommensteuer und die Direktwahl der US-Senatoren.
Nach dem Ende seiner Zeit im US-Repräsentantenhaus nahm John Clancy seine früheren Tätigkeiten in Syracuse wieder auf. Während des Ersten Weltkrieges gehörte er dem Komitee für öffentliche Sicherheit des Staates New York und dem Committee on Armories an. Er starb am 21. April 1932 in Syracuse, wo er auch beigesetzt wurde.